# フリーモント (ネブラスカ州)
フリーモント（Fremont）は、アメリカ合衆国ネブラスカ州東部の都市。ドッジ郡の郡庁所在地である。人口は2万7141人（2020年）。オマハの北西50kmに位置しており、同市とは高速道路で結ばれている。ドッジ郡1郡のみで成る都市圏を形成している。より広域的には、オマハ都市圏に含まれている。

## 歴史

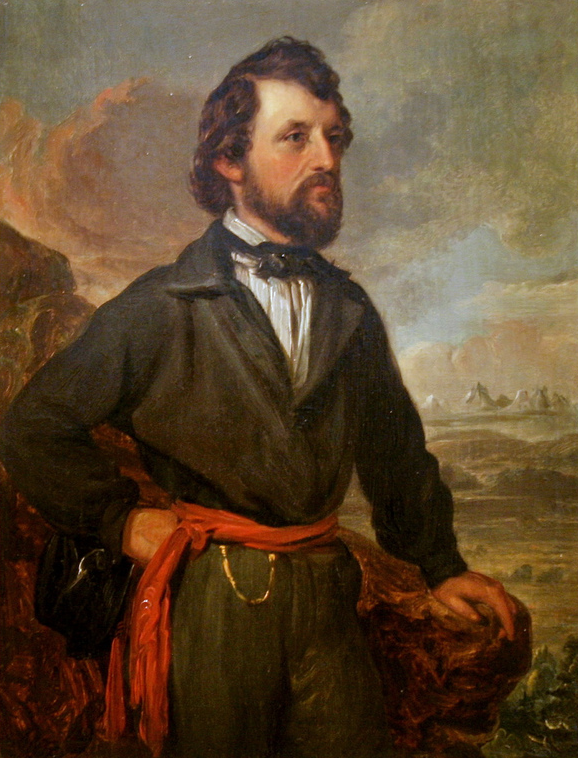
ジョン・C・フレモント

入植地が建設される以前から、プラット川北岸のこの地にはモルモン・トレイルが通り、往来が盛んであった。1856年、イリノイ州出身の7人の土地投機家が、大陸横断鉄道がグレート・プラット・リバー・ロードに沿ってこの地を通るであろうという期待の下に、この地にフリーモントの町を区画した。フリーモントという名は、軍人・探検家で、共和党最初の大統領候補にもなったジョン・C・フレモント少将にちなんでつけられた。また、後に、フリーモント出身のルーサー・グリフィスおよびエドワード・ブレウェットがワシントン州に創設した入植地は、両名の出身地であるこのフリーモントにちなんで命名され、現在のシアトル市フリーモント地区になっている。
創設から10年後の1866年、創設者たちの目論見通り、ユニオン・パシフィック鉄道がフリーモントを通った。鉄道が開通すると、フリーモントは西進する鉄道の建設資材供給地になり、また西へと向かう開拓者たちが立ち寄るようになった。やがて1880年代に入ると、市中心部の商業地区にはレンガ造の建物が建ち並び、商業地区や鉄道操車場の周辺には住宅地が発展した。20世紀初頭には3本の鉄道が通り、製造業が発展した。また、農夫がその作物を広く流通させ、食品加工業者が地元の作物を購入し、この地に雇用ももたらすなど、鉄道は農業の発展にも寄与した。

## 地理と都市概観
フリーモントは北緯41度26分23秒 西経96度29分24秒 / 北緯41.43972度 西経96.49000度に位置している。市はネブラスカ州東部、ミズーリ川の支流であるプラット川北岸の平坦な土地に広がり、その標高は366mである。州の最大都市であるオマハからは北西へ約50km、州都リンカーンからは北へ約80kmである。
アメリカ合衆国国勢調査局によると、フリーモント市は総面積22.92km2（8.85mi2）である。そのうち22.79km2（8.80mi2）が陸地で0.13km2（0.05mi2）が水域である。
フリーモントの気候は蒸し暑い夏と乾燥して寒さの厳しい冬に特徴付けられ、気温の年較差の大きい内陸型の気候となっている。ケッペンの気候区分では、フリーモントは亜寒帯湿潤気候（Dfa）に属する。気候についての詳細はオマハ (ネブラスカ州)#気候を参照のこと。
フリーモントの街路は概ね整然と区画されている。東西に通る通りには、ユニオン・パシフィック鉄道操車場のすぐ北を通る1stストリートから順に数字のついたものが多く、北へ行くほど数字が大きくなる。東西に通る通りは目抜き通りであるブロード・ストリートの1ブロック東を通るパーク・アベニューを境に東（E）と西（W）に分かれている。一方、南北に通る通りは1stストリートを境に南（S）と北（N）に分かれている。南北に通る通りのいくつかにはアルファベットがついており、いくつか抜けてはいるものの、西へ行くにつれてCストリート、Dストリート、H, I, J... となっていく。市中心部の商業地区は概ね、南北は1stストリートから8thストリート、東西はCストリートからHストリートの範囲に収まっている。

## 政治

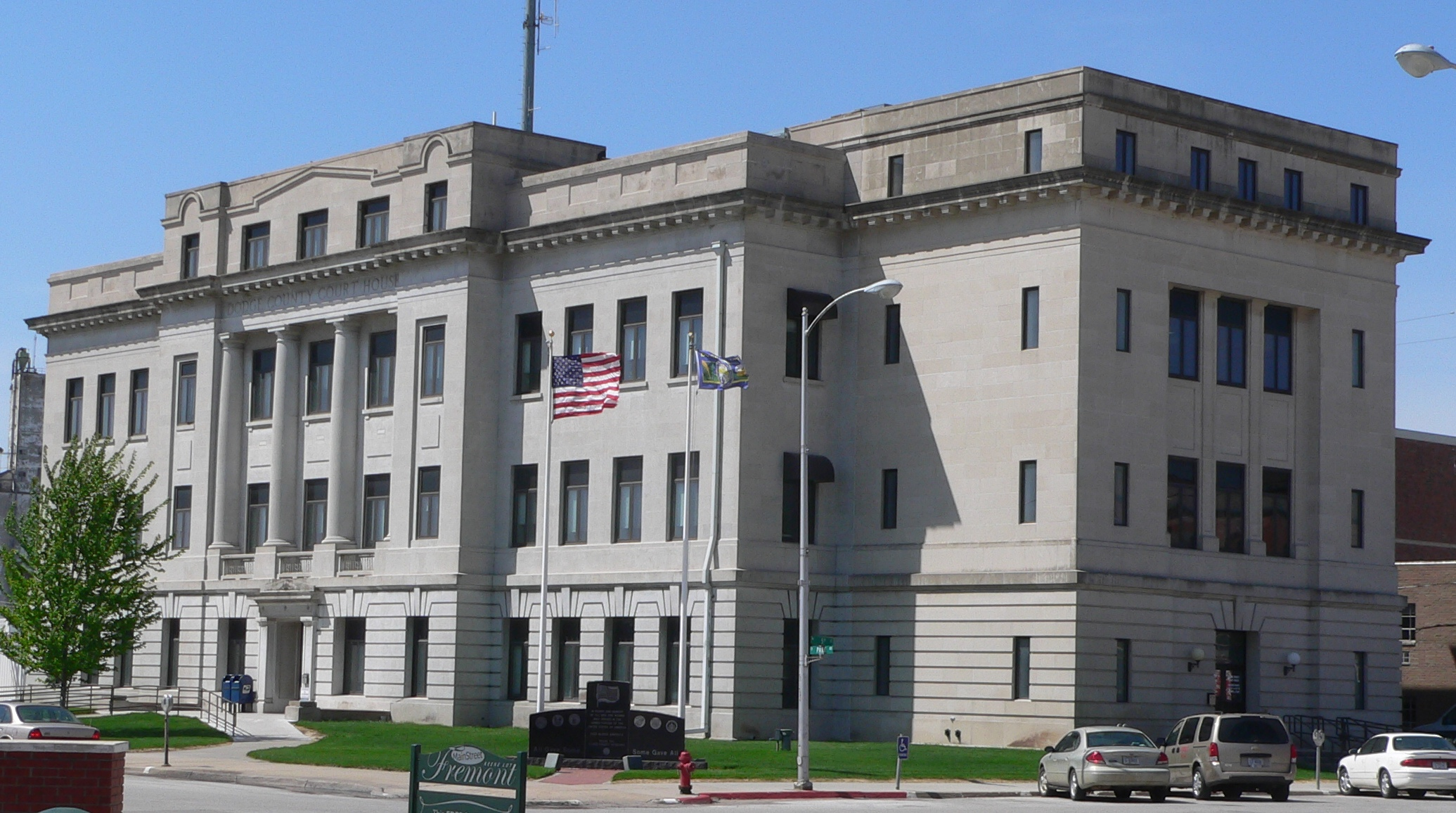
ドッジ郡庁舎

フリーモントはシティー・マネージャー制を採っている。市の立法機関である市議会は8人の議員から成っており、市を4つに分けた選挙区から2人ずつが選出される。市議員の任期は4年で、2年ごとに各選挙区1人ずつ、4人が改選される。市議会議長は8人の市議員の中から1人、2年ごとに選出される。市長は市議会に出席し、市議員の賛否が同数で自らの票がキャスティング・ボートとなるときのみ、市議員と対等な投票権を有する。また、市長は市議会の可決した条例に対して承認権および拒否権を有するが、市議会が全議員の2/3以上の賛成で可決した場合は、市長の拒否権を無効化することができる。市長は全市からの投票で選出され、その任期は4年である。City Adminitrator と呼ばれるシティー・マネージャーは市の行政実務の最高責任者であり、市長に任命され、市議会の過半数の承認によって就任する。シティー・マネージャーは市長および市議会の採択した政策に沿って、市長および市議会の指揮命令下において効率的に行政実務を遂行することに責任を負う。シティー・マネージャーの他にも、市法務官、市書記官、市出納役、市技師、市医師、および公共事業ゼネラルマネージャーはいずれも市長に任命され、市議会の過半数の承認を以って就任する。
2010年、フリーモントは不法入国者が市内で家を借りること、および職に就くことを禁じることを住民投票で可決し、このことで全米的な注目を浴びた。

## 経済
フリーモントは20世紀初頭に製造業と農業の中心地としての地位を確立し、1980年代の農業危機と製造業不振によって一時は落ち込んだものの、21世紀に入っても130社のアグリビジネスが立地するなど、依然としてアグリビジネスの中心地となっている。しかしその一方で、1980年代以降地域経済の多角化が進められており、市中心部の商業地区や、市北部のフリーモント・モールなど、小売業も発展してきている。また、犯罪率の低さや家庭生活の質の高さが幸いして、オマハの郊外都市としても発展してきている。

## 交通
フリーモントに最も近い商業空港はオマハのエプリー・エアフィールド（IATA: OMA）である。フリーモント市内にも、市北西部にフリーモント市営空港（IATA: FET）があるが、こちらはゼネラル・アビエーションと呼ばれる、自家用機やチャーター機等の発着が主となっている空港で、定期旅客便は就航していない。
フリーモントには州間高速道路は通っていないが、オマハ・フリーモント間の国道275号線が両市を結ぶ高速道路になっている。市中心部の目抜き通りであるブロード・ストリートは国道77号線であり、市から南下して州都リンカーンへ、また北上してアイオワ州スーシティへと通じている。市北部を通る国道30号線は、コロンバスを経由してグランドアイランドへと通ずる。
市北部に立地するサップ・ブロス・トラベル・センターにはエクスプレス・アローのバスストップが併設されており、オマハと州内のコロンバス・ノーフォークとを結ぶバスがオマハ方面、ノーフォーク方面とも1日1便停車する。

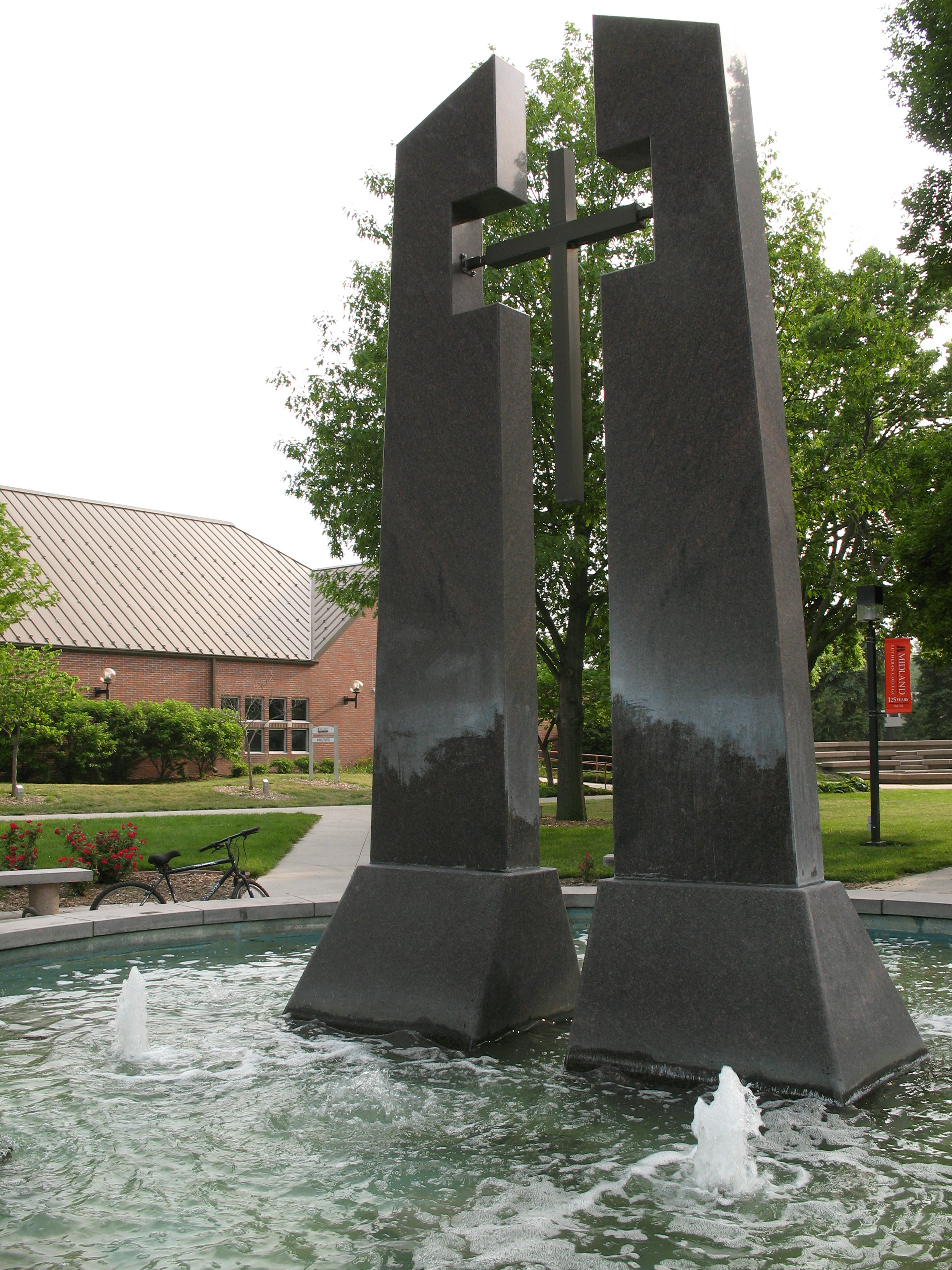
ミッドランド大学の「ルターの噴水」

## 教育
ダウンタウンの北東にはミッドランド大学が35エーカー（142,000m2）のキャンパスを構えている。同学は1883年にカンザス州アッチソンで創立したルーテル教会系のリベラル・アーツ・カレッジで、1919年にフリーモントに移転してきた。同学は30以上の専攻プログラムを有し、約1,400人の学生を抱えている。ミッドランド大学は、USニューズ&ワールド・レポートの大学ランキングでは、中西部の「地方区のリベラル・アーツ・カレッジ」の中で50位以内に入る評価を受けている。
フリーモントにおけるK-12課程はフリーモント公立学区の管轄下にある公立学校によって主に支えられている。同学区はダベンポート早期教育校（0-5歳児）、小学校（幼稚園・1-4年生）7校、ジョンソン・クロッシング・アカデミック・センター（5-6年生）、フリーモント中学校（7-8年生）、およびフリーモント高校（9-12年生）を有し、約4,500人の児童・生徒を抱えている。

## 文化と名所

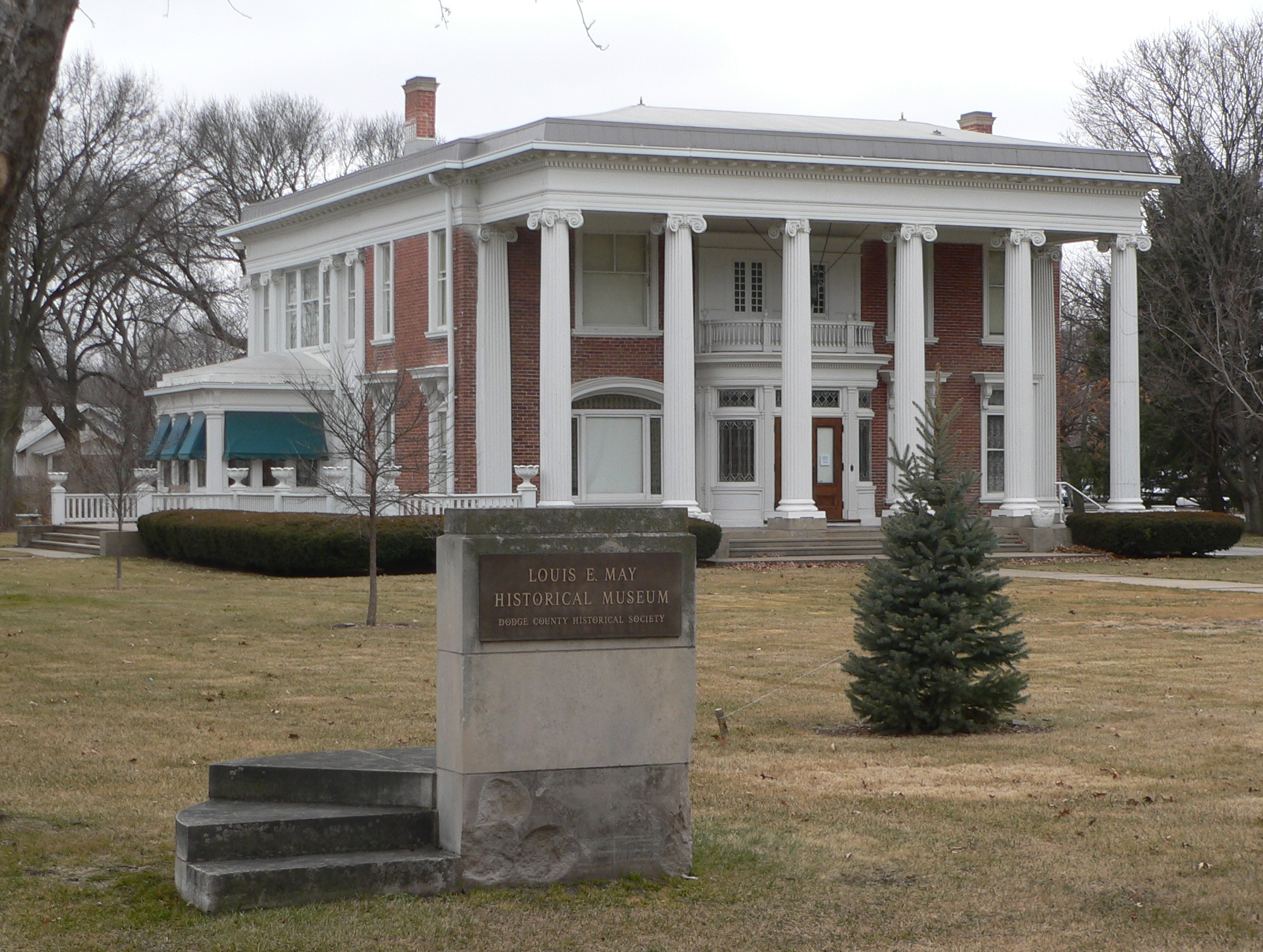
ルイス・E・メイ歴史博物館

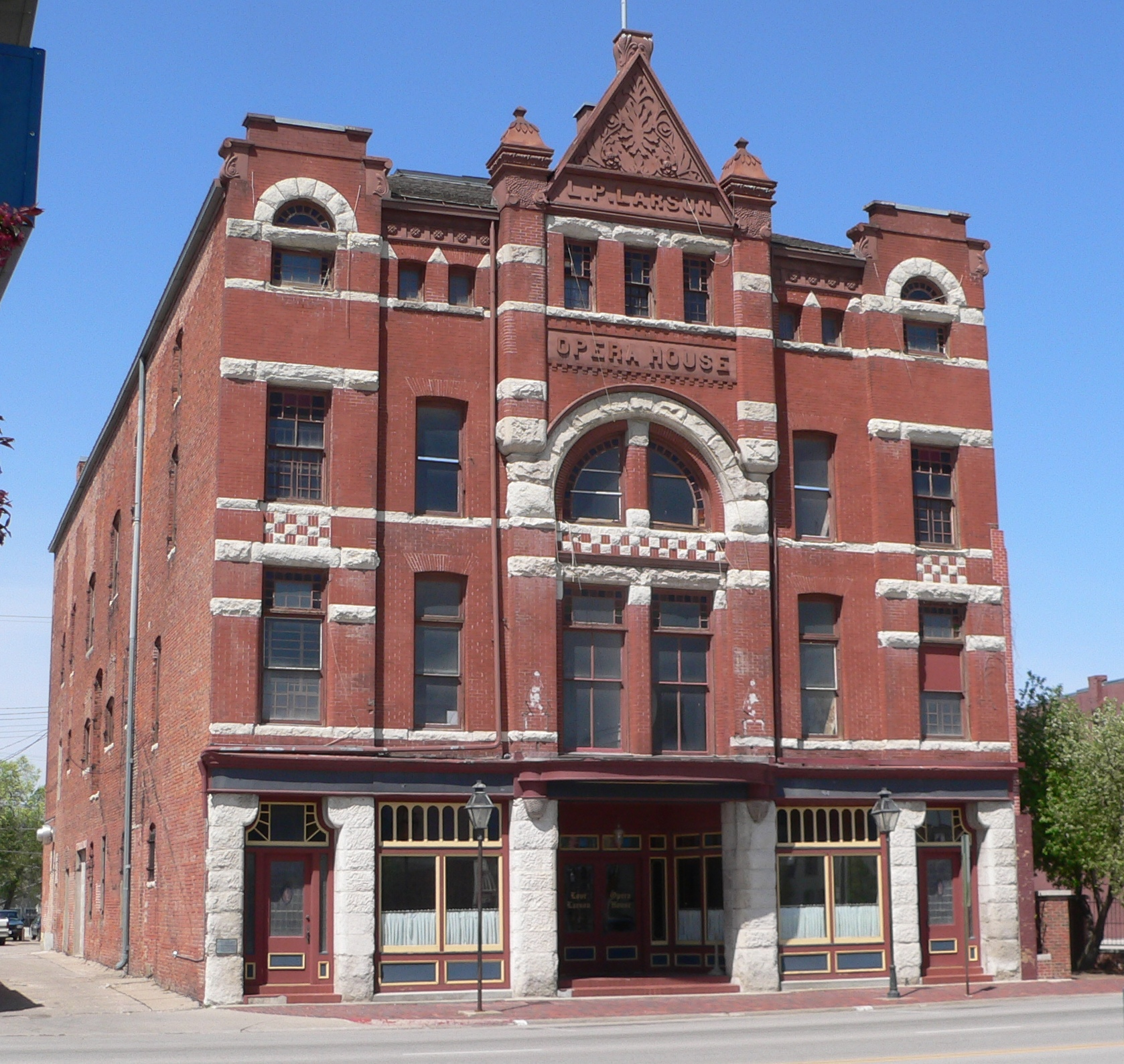
ラブ・ラーソン・オペラハウス

市北西部、ネイ・アベニューと16thストリートの北西角のブロックにはルイス・E・メイ歴史博物館が立地している。このクラシカル・リバイバル建築様式の建物は、もともとは1874年にイタリアネット・リバイバル様式で建てられたセロン・ネイの邸宅で、息子に相続された後、1912年に改築されたものである。現在では、家屋は博物館として、また敷地は植物園として一般公開されている。同館の建物は、1977年に国家歴史登録財に登録された。
フリーモントにおける鉄道の歴史は、市北西部、19thストリートとサマーズ・アベニューの丁字路の突き当たりに立地するネブラスカ鉄道博物館によって現代に伝えられている。また、同館はフリーモント・アンド・エルクホーン・バレー鉄道として、17マイル（27.4km）北のフーパーまで、不定期でイベントとして列車を走らせている。
市中心部、5thストリートと6thストリートの間のブロード・ストリート沿いにはラブ・ラーソン・オペラハウスが立地する。この劇場は1888年に建てられたもので、当時は5階建ての建物の上部3階層を占め、1,100席の客席数を誇った。しかし、この劇場はわずか28年で閉鎖され、上層階はその後100年近く、一般には公開されなかった。しかし、2011年の改修で生まれ変わり、その後は市を代表する演技芸術施設であるのみならず、各種のイベントにも用いられるレンタルスペースを備えた複合施設となっている。ラブ・ラーソン・オペラハウスは、1974年に国家歴史登録財に登録された。
毎年7月第2週の週末3日間には、市名の由来となったジョン・C・フレモントの名を冠したジョン・C・フレモント・デイズというイベントが行われる。会期中、市内の至る所でパレードやロデオ、スパム料理コンテストなど様々な催し物が行われ、また各種の露店が並ぶ。

## 人口推移
以下にフリーモント市における1870年から2010年までの人口推移をグラフおよび表で示す。フリーモント小都市圏はドッジ郡1郡のみから成っている。オマハ・カウンシルブラフス・フリーモント広域都市圏全体の人口については、オマハ (ネブラスカ州)#都市圏人口を参照のこと。
| 統計年 | 人口     |
| ------ | -------- |
| 1870年 | 1,195人  |
| 1880年 | 3,013人  |
| 1890年 | 6,747人  |
| 1900年 | 7,241人  |
| 1910年 | 8,718人  |
| 1920年 | 9,592人  |
| 1930年 | 11,407人 |
| 1940年 | 11,862人 |
| 1950年 | 14,762人 |
| 1960年 | 19,698人 |
| 1970年 | 22,962人 |
| 1980年 | 23,979人 |
| 1990年 | 23,680人 |
| 2000年 | 25,174人 |
| 2010年 | 26,397人 |

## 註
1. 1 2 3  NEBRASKA - Dodge County. National Register of Historic Places. 2017年4月9日閲覧.
2. ↑  “Quickfacts.census.gov”. 2023年12月8日閲覧。
3. 1 2 3 4  Vaughan, Patti Emanuel. Fremont, Dodge County. Center for Advanced Land Management Information Technologies, University of Nebraska-Lincoln. 2017年4月16日閲覧.
4. ↑  Profile for Fremont, NE. ePodunk. 2017年4月16日閲覧.
5. ↑  Chicago and North Western Railway Company. A History of the Origin of the Place Names Connected with the Chicago & North Western and Chicago, St. Paul, Minneapolis & Omaha Railways. p.74. 1908年.
6. ↑  Divjak, Helen. Seattle's Fremont. p.9. Images of America. Arcadia Publishing. 2006年. ISBN 978-0-7385-3119-9.
7. ↑  Chapter 2: Administrative. Municipal Code. City of Fremont. 2013年6月11日. 2017年4月18日閲覧.
8. ↑  Davey, Monica. Nebraska Town Votes to Banish Illegal Immigrants. The New York Times. 2010年6月21日. 2017年4月18日閲覧.
9. ↑  Arce, Dwyer. Nebraska city voters pass ban on hiring, renting to illegal immigrants. JURIST Legal News and Research Services. 2010年6月21日. 2017年4月18日閲覧.
10. ↑  Locations, Route Schedules. Express Arrow. 2017年4月18日閲覧.
11. ↑  About Midland. Midland University. 2017年4月19日閲覧.
12. ↑  Best Colleges 2017: Regional Colleges Midwest Rankings. U.S. News & World Report. 2016年. 2017年4月19日閲覧.
2017年版（2016年発行）では48位であった。
13. ↑  Home. Fremont Public Schools. 2017年4月19日閲覧.
14. ↑  Home. Louis E. May Museum, Dodge County Historical Society. 2017年4月20日閲覧.
15. ↑  About Us. Nebraska Railroad Museum. 2017年4月20日閲覧.
16. ↑  Our Past and Future, Our Facility. Fremont Opera House. 2017年4月20日閲覧.
17. ↑  The Festival. John C. Fremont Days. 2017年4月20日閲覧.
18. ↑  Gibson, Campbell. Population of the 100 Largest Cities and Other Urban Places in the United States: 1790 to 1990. US Census Bureau. 2005年.